# Taccjana Chaladovič
Taccjana Uladzimiraŭna Chaladovič (in bielorusso Таццяна Уладзіміраўна Халадовіч?; in russo Татьяна Владимировна Холодович?; łacinka: Tacciana Chaładovič; tr. en.: Tatsiana Vladimirovna Khaladovich; Pinsk, 21 giugno 1991) è una giavellottista bielorussa, campionessa europea ad Amsterdam 2016.

## Palmarès
| Anno | Manifestazione    | Sede           | Evento                 | Risultato | Prestazione | Note             |
| ---- | ----------------- | -------------- | ---------------------- | --------- | ----------- | ---------------- |
| 2008 | Mondiali juniores | Bydgoszcz      | Lancio del giavellotto | 16ª (q)   | 48,33 m     |                  |
| 2010 | Mondiali juniores | Moncton        | Lancio del giavellotto | 21ª (q)   | 45,99 m     |                  |
| 2013 | Europei under 23  | Tampere        | Lancio del giavellotto | nm (q)    | nm (q)      |                  |
| 2014 | Europei           | Zurigo         | Lancio del giavellotto | 5ª        | 61,66 m     |                  |
| 2015 | Universiadi       | Gwangju        | Lancio del giavellotto | Oro       | 60,45 m     |                  |
| 2015 | Mondiali          | Pechino        | Lancio del giavellotto | 21ª (q)   | 60,07 m     |                  |
| 2016 | Europei           | Amsterdam      | Lancio del giavellotto | Oro       | 66,34 m     | Record nazionale |
| 2016 | Giochi olimpici   | Rio de Janeiro | Lancio del giavellotto | 5ª        | 64,60 m     |                  |
| 2017 | Mondiali          | Londra         | Lancio del giavellotto | 6ª        | 64,05 m     |                  |
| 2018 | Europei           | Berlino        | Lancio del giavellotto | 5ª        | 60,92 m     |                  |
| 2019 | Mondiali          | Doha           | Lancio del giavellotto | 6ª        | 62,54 m     |                  |
| 2021 | Giochi olimpici   | Tokyo          | Lancio del giavellotto | 13ª (q)   | 60,78 m     |                  |

## Altre competizioni internazionali
2018
- Vincitrice della Diamond League nella specialità del lancio del giavellotto

2021
- Bronzo in Coppa Europa di lanci ( Spalato), lancio del giavellotto - 62,88 m